# Linden (Hesse)
Linden é um município da Alemanha, situado no distrito de Gießen, no estado de Hesse. Tem 22,77 km² de área, e sua população em 2019 foi estimada em 13.091 habitantes.